# Гуаира (Сан-Паулу)
Гуаира (порт. Guaíra) — муниципалитет в Бразилии, входит в штат Сан-Паулу. Составная часть мезорегиона Рибейран-Прету. Входит в экономико-статистический микрорегион Сан-Жоакин-да-Барра. Население составляет 37 226 человек на 2006 год. Занимает площадь 1 258,671 км². Плотность населения — 29,6 чел./км².
Праздник города — 18 мая.

## История
Город основан 26 ноября 1908 года.

## Статистика
- Валовой внутренний продукт на 2003 составляет 614.729.177,00 реалов (данные: Бразильский институт географии и статистики).
- Валовой внутренний продукт на душу населения на 2003 составляет 17.063,49 реалов (данные: Бразильский институт географии и статистики).
- Индекс развития человеческого потенциала на 2000 составляет 0,822 (данные: Программа развития ООН).

## География
Климат местности: субтропический. В соответствии с классификацией Кёппена, климат относится к категории Cfb.